# Шут (карта Таро)

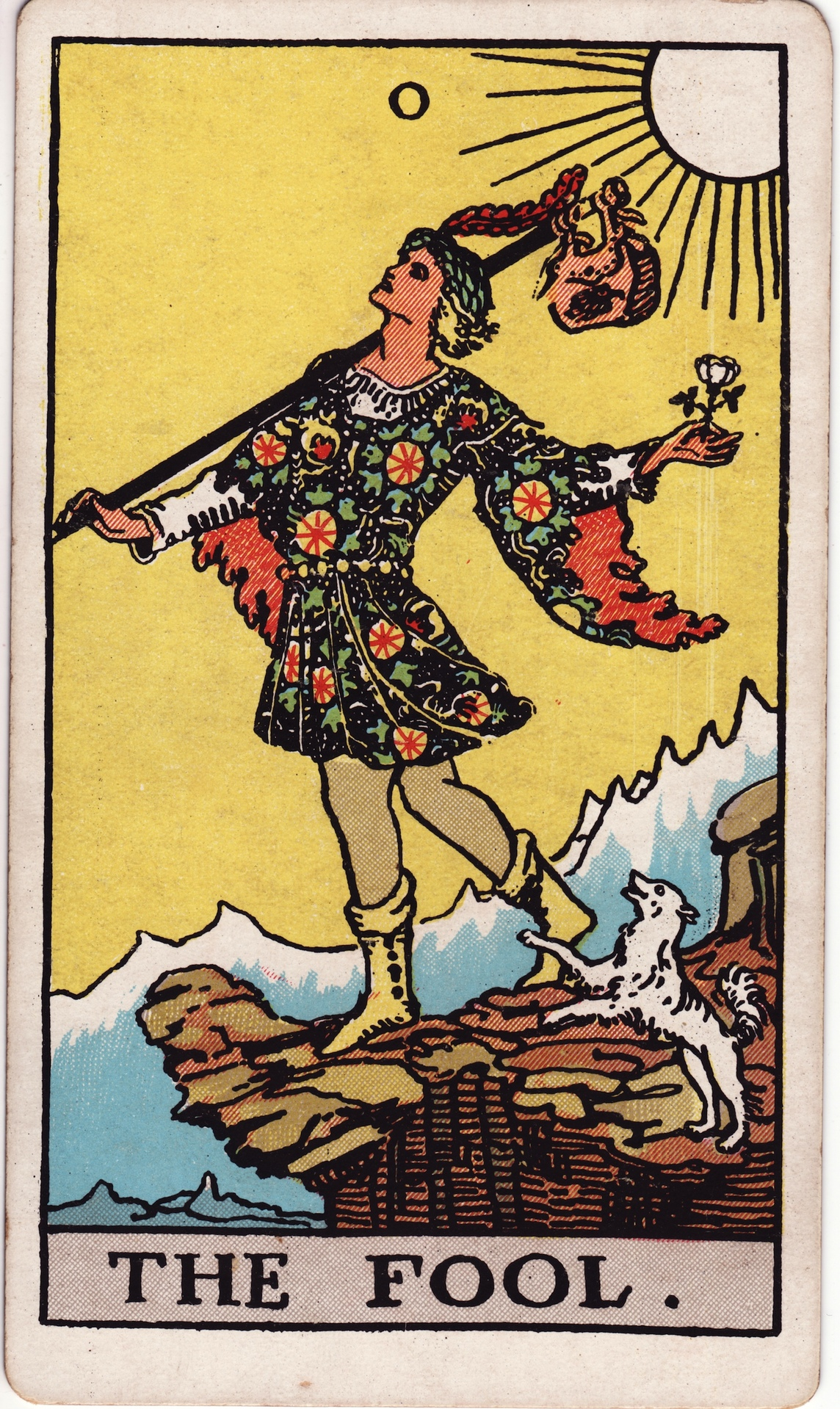
Таро Райдера — Уэйта

Шут, Дурак, также Безумец, Глупец (англ. The Fool, фр. Le Mat, итал. Il Matto) — один из 22 старших арканов в колодах Таро, нулевая карта.

## Сюжет карты
В колоде таро Райдера-Уэйта на карте изображён человек в одежде шута, держащий в руке белую розу, символ невинности и чистоты. На плечо у него закинута палка, с которой свисает мешок, вышитый колдовскими символами. Он, глядя в небо, шагает к обрыву, от чего его пытается удержать собачонка.

## Основные значения карты Шут
Ситуация и прогноз: незрелость, беззаботность, возможно, глупость в поведении, словах, поступках. Инфантильное поведение самого человека или людей, с ним связанных.

## Соответствия в классических колодах
| Колода             | №                                                 | Буква иврита | Символ (астрология, стихия) | Оригинальное название |
| ------------------ | ------------------------------------------------- | ------------ | --------------------------- | --------------------- |
| Таро Папюса        | 0 / на 21 месте                                   | ש            |                             |                       |
| Таро Райдера-Уэйта | 0 / 22                                            |              |                             | The Fool              |
| Таро Тота          | 0 / на 1 месте, начинает нумерацию буквами иврита | א            |                             | The Fool              |
| Египетское Таро    |                                                   |              |                             |                       |

## В играх с картами Таро

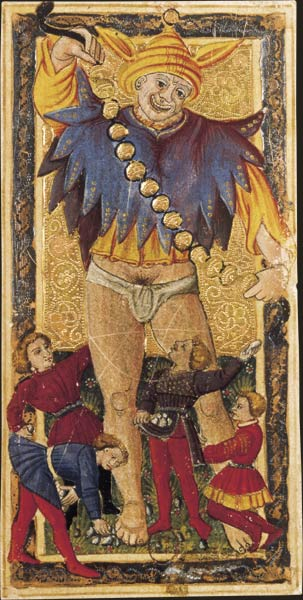
Вариант карты из так называемой колоды Карла VI, XV век

Во французском таро карта Шут носит дополнительное название Прощение (англ. Excuse, фр. L'Excuse). Прощение позволяет во время розыгрыша взятки сделать ход с нарушением масти. В случае же, если игрок к последнему ходу взял все взятки, Шут используется как старший козырь. Одновременно Шут является «удле» (фр. oudlers) — одной из карт, снижающих количество очков для исполнения контракта.
В других играх с картами Таро Шут может использоваться в качестве прощения, старшего козыря, младшего козыря или карты переменного достоинства (дикой карты).

## В поп-культуре
Карта Дурак отражает характерные черты главного персонажа видеоигры Silent Hill 3 — Хизер Мэйсон. Согласно разработчикам, карта символизирует безрассудство, потенциал и отрешённость.